# Vito Postiglione
Vito Postiglione (Potenza, 28 februari 1977) is een Italiaans autocoureur.

## Carrière
Postiglione won de Italiaanse Renault Mégane Winter Trophy in 1998. In 1999 eindigde hij als tweede in het hoofdkampioenschap, voordat hij deze in 2000 won. Vervolgens stapte hij over naar de Eurocup Renault Clio Sport, waar hij in zijn debuutseizoen in 2001 als tweede eindigde. Het daaropvolgende seizoen verliep minder goed, aangezien hij als vijfde eindigde. In 2003 eindigde hij weer als derde en won in zijn klasse ook de 6 uur van Vallelunga in een BMW M3. Nadat hij in 2004 in de Clio Eurocup als vierde eindigde stapte hij in 2005 over naar de Italiaanse Ferrari Challenge. In zijn debuutseizoen eindigde hij als derde, in 2006 als tweede en in 2007 won hij het kampioenschap. Ook nam hij deel aan de Ferrari Challenge World Final in these years in deze jaren, waarbij hij eveneens achtereenvolgens als derde, tweede en eerste eindigde. In 2008 stapte hij over naar het Italiaanse GT-kampioenschap, waarbij hij in een Ferrari F430 GT2 als twaalfde eindigde.
In 2009 maakte Postiglione zijn debuut in het World Touring Car Championship voor het Proteam Motorsport in een BMW 320si. Hij nam deel aan de raceweekenden op het Stratencircuit Marrakesh, het Circuit Ricardo Tormo Valencia, het Automotodrom Brno en Brands Hatch, waarbij twee tiende plaatsen in Brno zijn beste resultaten waren.
In 2009 reed Postiglione ook naar de Italiaanse Porsche Carrera Cup in een Porsche 911 GT3 Cup 997, waarin hij als twaalfde eindigde. In de drie jaren die volgden bleef hij hier rijden, waarbij hij in 2010 als vijfde eindigde, in 2011 als vierde en in 2012 als eerste. In 2010 en 2011 reed hij ook een gastrace in de Porsche Supercup. In 2013 stapte hij over naar het Italiaanse GT3-kampioenschap, waarin hij direct het kampioenschap won in een Porsche 911 GT3 R.